# Úrvalsdeild 1915
In 1915 werd de vierde editie van de Úrvalsdeild, het officiële IJslandse voetbalkampioenschap, gespeeld. Destijds was IJsland nog een onderdeel van het Koninkrijk Denemarken. Het was de eerste competitie sinds 1912. De voorgaande twee seizoenen werd Fram telkens tot kampioen uitgeroepen, maar zij waren de enige club die zich voor de competitie ingeschreven had. 

## Eindstand
| Plaats | Club  | Wed. | W | G | V | Saldo | Ptn. |
| ------ | ----- | ---- | - | - | - | ----- | ---- |
| 1.     | Fram  | 2    | 2 | 0 | 0 | 7:4   | 4    |
| 2.     | KR    | 2    | 1 | 0 | 1 | 9:6   | 2    |
| 3.     | Valur | 2    | 0 | 0 | 2 | 1:7   | 0    |

|  | Kampioen |

## Kampioen
| Úrvalsdeild 1915         |
| IJsland                  |
| ------------------------ |
| FRAM Kampioen (3° titel) |